# Andska grupa zemalja
Andska grupa zemalja (šp. Grupo Andino ili Pacto Andino) je savez koji su 1969. godine osnovali Bolivija, Ekvador, Kolumbija i Peru radi unaprijeđenja poljoprivredne, industrijske i trgovinske suradnje, te zajednički carinski i monetarni pristup prema trećim zemljama. Venezuela je paktu pristupila 1973., a 1977. se prvo povukao Čile, a potom i 1995. Peru. Panama ima status promatrača.
Na samitu u Trujillu u ožujku 1996. zemlje članice potpisale su sporazum o uspostavljanju trgovinskih po uzoru na EU s ciljem gospodarske integracije.